# Valentin von Massow (Oberstleutnant)
Valentin von Massow (* 25. Juni 1825 in Berlin; † 12. März 1868 in Potsdam) war ein preußischer Offizier, zuletzt Oberstleutnant. Von 1857 bis 1867 war er Adjutant des Prinzen Albrecht von Preußen, dann bis zu seinem Tode Kommandeur des 1. Garde-Ulanen-Regiments.

## Leben
Er war ein Angehöriger des pommerschen Adelsgeschlechts von Massow und der älteste Sohn von Ludwig von Massow (* 1794; † 1859), Minister des königlichen Hauses und Erbherr auf Steinhöfel und Demnitz, und dessen erster Ehefrau Hermine Gräfin von der Schulenburg-Emden (* 1796; † 1846).
Massow studierte und diente als Einjährig-Freiwilliger beim 2. Garde-Ulanen-Regiment in Berlin. Nach einer Zeit als Landwehroffizier wurde er 1849 in das Garde-Dragoner-Regiment versetzt.
Massow wurde 1856 zur Dienstleistung bei Prinz Albrecht von Preußen kommandiert, von 1857 bis 1867 war er dessen persönlicher Adjutant. Er begleitete den Prinzen im Feldzug in Schleswig-Holstein 1864 und im Deutschen Krieg 1866, in dem der Prinz die 1. Garde-Kavallerie-Brigade führte. Als Adjutant wurde Massow weiter befördert, zuletzt 1866 zum Oberstleutnant. Ferner erhielt er preußische und ausländische Auszeichnungen, so 1866 den Königlichen Kronen-Orden 3. Klasse mit Schwertern, 1865 den russischen Sankt-Stanislaus-Orden 2. Klasse und 1867 denselben 2. Klasse mit Krone.

Grabplatte Valentins von Massow

1867 endete Massows Zeit als Adjutant des Prinzen Albrecht. Er wurde Kommandeur des 1. Garde-Ulanen-Regiments. Im März 1868 starb Massow an einer Krankheit und wurde in Steinhöfel beigesetzt; sein Grab befindet sich neben der Kirche von Steinhöfel.
Massow war seit 1860 Ehrenritter des Johanniter-Ordens.

## Ehe und Nachkommen
Valentin von Massow war seit dem 1864 mit Adelheid Marianne von der Asseburg, (* 1844 in Berlin; † 1912 in Steinhöfel), Tochter des Hofjägermeisters Ludwig von der Asseburg, verheiratet.
Das Paar hatte drei Kinder: Der Sohn Valentin von Massow (* 1864; † 1899) wurde Offizier in der Deutschen Kolonie Togo. Die Tochter Magarethe von Massow (* 1868; † 1945) heiratete 1887 Graf Friedrich von der Asseburg (1861–1940), Herrn auf Rinnersdorf. Eine weitere Tochter starb jung.
Die Witwe stiftete nach Massows Tod das Massowsche Fideikommiss Steinhöfel und Dallwitz. Am 3. Dezember 1884 heiratete sie den damaligen Oberstleutnant a. D. Gustav von Kuylenstjerna (* 1817; † 15. März 1900 in Steinhöfel). 1900 verkauft sie den Nachlass ethnographischer Objekte von ihrem Sohn Valentin an das Museum für Völkerkunde in Leipzig.